# Thomaston (Maine)
Thomaston és una concentració de població designada pel cens dels Estats Units a l'estat de Maine (EUA). Segons el cens del 2000 tenia 2.714 habitants.

## Demografia
Segons el cens del 2000, Thomaston tenia 2.714 habitants, 1.013 habitatges, i 583 famílies. La densitat de població era de 531,9 habitants/km².
Dels 1.013 habitatges en un 25,5% hi vivien nens de menys de 18 anys, en un 43,3% hi vivien parelles casades, en un 10,2% dones solteres, i en un 42,4% no eren unitats familiars. En el 35,7% dels habitatges hi vivien persones soles el 18,8% de les quals corresponia a persones de 65 anys o més que vivien soles. El nombre mitjà de persones vivint en cada habitatge era de 2,25 i el nombre mitjà de persones que vivien en cada família era de 2,9.
Per edats la població es repartia de la següent manera: un 18,6% tenia menys de 18 anys, un 9% entre 18 i 24, un 31,9% entre 25 i 44, un 24,7% de 45 a 60 i un 15,8% 65 anys o més.
L'edat mediana era de 39 anys. Per cada 100 dones de 18 o més anys hi havia 127,6 homes.
La renda mediana per habitatge era de 30.549 $ i la renda mediana per família de 41.058 $. Els homes tenien una renda mediana de 29.375 $ mentre que les dones 22.067 $. La renda per capita de la població era de 16.564 $. Entorn del 8,1% de les famílies i el 14,6% de la població estaven per davall del llindar de pobresa.

## Poblacions més properes
El següent diagrama mostra les poblacions més properes.